# Skyscraper (canção)
"Skyscraper" é uma canção da cantora norte-americana Demi Lovato, contida em seu terceiro álbum de estúdio, Unbroken. Foi composta por Toby Gad, Kerli Kõiv e Lindy Robbins e produzida pelo primeiro. A ideia inicial seria que estivesse no segundo disco de Kerli, mas depois foi oferecida a Lovato, que se identificou com a música e decidiu gravá-la. A Hollywood Records lançou "Skyscraper" como o primeiro single de Unbroken em 12 de julho de 2011. No mesmo dia, teve a sua estreia nas rádios no On Air with Ryan Seacrest.
Musicalmente, "Skyscraper" é uma balada sobre superação, com uma estrutura simples e pouca produção. Segundo Lovato, representa a jornada pela qual passou nos anos anteriores. Foi geralmente bem recebida pelos críticos musicais, que consideraram sua letra inspiradora e elogiaram a interpretação vocal de Lovato. Vendeu 176 mil downloads em sua primeira semana nos Estados Unidos e estreou na décima posição da Billboard Hot 100, tornando-se a melhor estreia solo da cantora na parada musical. O single foi mais tarde certificado platina pela Recording Industry Association of America (RIAA), por vender mais de um milhão de cópias nos Estados Unidos. Foi premiada como a "Canção do Verão" nos Teen Choice Awards de 2011.
A faixa foi acompanhada por um vídeo gravado no Bonneville Salt Flats, com direção de Mark Pellington. A artista apresentou "Skyscraper" ao vivo pela primeira vez nos Do Something Awards em agosto de 2011. Uma versão em espanhol, intitulada "Rascacielo", foi lançada como na América Latina.

## Precedentes e lançamento
A canção foi originalmente escrita por Toby Gad, Kerli e Lindy Robbins para o segundo álbum de Kerli, mas depois foi entregue para Lovato, pois, segundo Kerli, foi "como se feita para ela". A canção foi gravada pela primeira vez em 2010, quando Demi estava começando a trabalhar em seu terceiro álbum. Depois de retornar ao trabalho no álbum em 2011, após deixar a clínica na qual esteve por problemas pessoais, ela voltou a ser gravada, mas decidiram manter a versão original - apesar de sua voz estar "mais fraca" na época, pela bulimia que sofria e por ter chorado durante sua gravação - pois a nova versão "não soava o mesmo". Jordin Sparks foi a responsável pelos vocais de apoio na canção. A arte da capa vazou na internet antes que fosse divulgada oficialmente por Demi, através do seu Twitter.
"Skyscraper" foi lançada apenas no iTunes em 12 de julho de 2011. No mesmo dia, teve a sua estreia nas rádios no On Air with Ryan Seacrest. Em 19 de julho de 2011, foi liberada para download em outras lojas virtuais. O single foi incluído na 40ª edição da série Now That's What I Call Music! dos Estados Unidos. Foi gravada também uma versão em espanhol, "Rascacielo", adaptada por Edgar Cortazar. Essa versão foi lançada como single no iTunes mexicano, em 16 de agosto de 2011, e no espanhol em 27 de setembro de 2011.

## Composição e divulgação
"Skyscraper" foi composta em uma clave de sol maior, com o tempo moderado de 104 batidas por minuto. O vocal de Lovato varia entre G3 e G5.
Sua letra fala sobre "não se deixar enfraquecer, se recuperar e dar a volta por cima". Segundo Kerli, sua inspiração foi "uma imagem do apocalipse. O mundo estava em ruínas e no meio de todas as construções desmoronadas havia um arranha-céu ainda de pé". Demi afirmou que considera a faixa "muito especial", pois "simboliza meu caminho da pessoa que eu era para essa pessoa feliz e saudável que sou hoje e o fato de que as pessoas são capazes de superar qualquer coisa" e completou dizendo que espera que a canção possa "levar fé e inspiração para pessoas que estão passando por seus próprios problemas".
A estreia de "Skyscraper" nas rádios foi feita no On Air with Ryan Seacrest, em 12 de julho de 2011, acompanhada por uma entrevista da cantora. A primeira apresentação ao vivo da canção foi realizada em 14 de agosto de 2011 nos Do Something Awards, promovidos pelo VH1, no qual Lovato estava nomeada em duas categorias. A premiação foi exibida no dia 18 do mesmo mês. A cantora a apresentou no America's Got Talent, em 24 de agosto de 2011. Em 10 de setembro de 2011, Demi fez uma performance de "Skyscraper", com trechos de "Rascacielo", no ALMA Award, no qual estava indicada em uma categoria. A premiação foi exibida em 16 de setembro de 2011.

## Lista de faixas
| Download digital |              |         |  |
| N.º              | Título       | Duração |  |
| 1.               | "Skyscraper" | 3:42    |  |

| Download digital em parte da Europa |                             |         |  |
| N.º                                 | Título                      | Duração |  |
| 1.                                  | "Skyscraper"                | 3:42    |  |
| 2.                                  | "Skyscraper" (instrumental) | 3:39    |  |

## Recepção da crítica
| Críticas profissionais | Críticas profissionais |
| Avaliações da crítica  | Avaliações da crítica  |
| Fonte                  | Avaliação              |
| ---------------------- | ---------------------- |
| About.com              | [ 25 ]                 |

Antes mesmo do lançamento, o portal Free Wired avaliou "Skyscraper" positivamente. Ahmed Bakhsh comentou os problemas pelos quais a cantora passou em meados de 2010 e disse que a canção "parece ter sido feita sob medida para ela". A descreveu como tendo "uma letra de coração partido, mas ainda otimista, com uma produção mínima, mas ainda emocionalmente eficaz, a canção parece a oportunidade perfeita para Lovato emocionar, e isso ela certamente faz". Bakhsh escreveu que "o refrão é a melhor parte da faixa" e que ela "leva Lovato à beira de se transformar de uma princesa da Disney em uma artista musical madura de verdade". Ele encerrou sua crítica dizendo que "Skyscraper" é um triunfo para a cantora em todos os sentidos: "Um retorno triunfal à indústria musical, à proeminência e, acima de tudo, um surgimento triunfal das cinzas".
A revista Billboard comentou que "a balada mostra a voz trêmula da garota de dezoito anos enquanto ela canta [...] eventualmente, exibe seu alcance vocal poderoso enquanto os vocais de apoio sussurrados e a percussão preenchem os espaços deixados pelo piano solitário no início da faixa" e a descreveu como "sombria, porém deslumbrante". O Idolator publicou que "a faixa é uma balada emocional sobre permanecer forte e de cabeça erguida, como a construção títular (arranha-céu) e também tem os vocais da jovem estrela, que claramente não passaram por auto-tune, enquanto ela revela sua alma [...] O piano e os vocais que iniciam a faixa são desolados, encaixando na vibe sombria, mas ela evolui para uma batida mais forte e alegre no final". Grady Smith, da Entertainment Weekly, chamou a faixa de "muito inspiradora" e elogiou os vocais de Lovato.
No About.com, Bill Lamb notou que a canção contém "uma estrutura simples" e afirmou que sua letra, somada a "brava performance vocal" da cantora, transformam o single em algo "realmente especial". Ele escreveu que "a música pop tem estado cheia de hinos sobre auto-estima. No entanto, nenhum deles é tão intimamente pessoal como Demi Lovato soa aqui". Alex Alves, da página brasileira POPLine, escreveu uma crítica mista, na qual diz que "Demi Lovato consegue, com clamor, passar uma impressão de fragilidade e vulnerabilidade com sua limitada voz no single. A canção, a propósito, traz de volta as produções dignas da Disney da década de 90: repleta de elementos instrumentais crescentes com referências clichês das baladas de sempre".
"Skyscraper" foi listada na 21ª posição entre as 25 melhores canções de 2011, de acordo com a MTV.

## Vídeo musical

Lovato caminhando por um deserto, onde o vídeo foi estabelecido.

Seu videoclipe foi filmado em 16 de junho de 2011, em um deserto nos Estados Unidos, onde também foi tirada a foto para sua capa. Foi dirigido por Marc Pellington e teve sua estreia em 13 de julho de 2011 no E!. No dia seguinte, foi liberado no canal VEVO da cantora, no Youtube.
O vídeo é composto por Lovato, em um vestido branco, cantando a canção enquanto aparece sozinha em um deserto. Ela demonstra emoções para a câmera, enquanto canta. Outro ponto significativo na gravação é uma caixa de vidro contendo um coração. A caixa de vidro é um escudo, quebrado eventualmente, mas o próprio coração permanece intacto. Lovato disse em uma entrevista ao E! News que é um símbolo de que quando os tempos estiverem difíceis, ela nunca vai perder a sua fé.

### Recepção
Após a sua distribuição, profissionais da crítica elogiaram o vídeo. James Montgomery, da MTV News, avaliou a gravação positivamente e notou o momento em que Lovato olha para a câmera e quase desaba de choro, comentando a respeito: "Não tenho certeza se ela está atuando ou não, mas duvido e, de fato, não é como se isso importasse. Não quando uma cantora conecta-se à canção em um nível instintivo, principalmente alguém que já passou pelo pior". Grady Smith, da Entertainment Weekly, apreciou-lhe pela sua simplicidade, enquanto Bill Lamb, do About.com, chamou-lhe de "poderosa" e "insolente" e disse que combina perfeitamente com a intensidade da faixa. Foi indicado "Melhor Vídeo Adolescente" no Ev. Gerard Music Awards 2011.
Em 27 de julho de 2011, o vídeo havia alcançado mais de cinco milhões de visualizações no VEVO/Youtube. Em 2012, "Skyscraper" venceu na categoria de "Best Video With a Message" durante os MTV Video Music Awards.
No dia 23 de setembro de 2013, o videoclipe recebeu um "VEVO Certified" por ultrapassar 100 milhões de visualizações, juntamente com Give Your Heart A Break e Heart Attack.

## Prêmios e indicações
A faixa foi indicada a "Canção do Verão" nos Teen Choice Awards, onde venceu a categoria.
| Ano  | Prêmio                 | Categoria                   | Resultado |
| ---- | ---------------------- | --------------------------- | --------- |
| 2011 | Teen Choice Awards     | "Canção do Verão"           | Vencedora |
| 2011 | MTV Video Music Awards | "Best Video With a Message" | Vencedora |
| 2013 | VEVO Certified         | "100 Million Views"         | Vencedora |

## Desempenho comercial
Algumas horas depois do lançamento no iTunes, "Skyscraper" alcançou a primeira posição entre os mais baixados na loja, onde permaneceu por cerca de três dias. Vendeu 176 mil cópias digitais em sua primeira semana, debutando na segunda posição da Billboard Digital Songs e na décima da Billboard Hot 100, sendo essa a melhor estreia de um single solo da cantora até então. Em novembro de 2012, havia vendido um milhão, duzentas e vinte mil cópias no país.
| Parada (2011/2012)                       | Melhor posição |
| ---------------------------------------- | -------------- |
| Austrália (ARIA)                         | 45             |
| Bélgica (Ultratop - Flanders)            | 44             |
| Canadá (Canadian Hot 100)                | 18             |
| Dinamarca (Tracklisten)                  | 20             |
| Escócia (OCC)                            | 12             |
| Eslováquia (IFPI Slovenská Republika)    | 70             |
| Estados Unidos (Billboard Hot 100)       | 10             |
| Estados Unidos (Billboard Digital Songs) | 2              |
| Estados Unidos (Pop Songs)               | 33             |
| Irlanda (Irish Singles Chart)            | 15             |
| Nova Zelândia (RIANZ)                    | 9              |
| Reino Unido (UK Singles Chart)           | 7              |
| Suíça (Hitparade)                        | 67             |

| País           | Associação | Certificação (vendas necessárias) |
| -------------- | ---------- | --------------------------------- |
| Austrália      | ARIA       | Ouro                              |
| Estados Unidos | RIAA       | Platina                           |
| Nova Zelândia  | RIANZ      | Ouro                              |
| Reino Unido    | BPI        | Prata                             |

## Histórico de lançamento
| País           | Data                    |
| -------------- | ----------------------- |
| Estados Unidos | 12 de julho de 2011     |
| Canadá         | 12 de julho de 2011     |
| México         | 12 de julho de 2011     |
| Austrália      | 25 de julho de 2011     |
| Nova Zelândia  | 25 de julho de 2011     |
| Brasil         | 26 de julho de 2011     |
| Suíça          | 20 de janeiro de 2012   |
| Reino Unido    | 26 de fevereiro de 2012 |

### Créditos
- Demi Lovato - Vocais Principais
- Jordin Sparks - Vocais de Apoio
- Toby Gad, Kerli Kõiv and Lindy Robbins - Composição
- Toby Gad – Produção

## Versão de Sam Bailey
A cantora inglesa Sam Bailey cantou "Skyscraper" na final da décima temporada da versão britânica do reality show musical The X Factor em 15 de dezembro de 2013. Com mais de um milhão de votos, Bailey venceu a competição. No mesmo dia, a música foi lançada como seu single de estreia.

### Recepção crítica
Lewis Corner, do Digital Spy, deu três estrelas de cinco à versão de Bailey para "Skyscraper". Corner elogiou a potência vocal da intérprete e, comparando com a música original, afirmou que a história de vida de Bailey presenciada no The X Factor, "de mãe trabalhora à estrela pop", cria uma nova perspectiva à versão.
Lovato também expressou seu prestígio pela versão de Bailey na rede social Twitter: "Parabéns, @SamBaileyREAL, por vencer o X Factor britânico! Amo sua versão de Skyscraper!"

### Desempenho nas tabelas musicais
Na semana que terminou em 19 de dezembro de 2013, a Irish Recorded Music Association (IRMA) divulgou a lista dos singles mais vendidos na Irlanda, na qual "Skyscraper" estreou no primeiro lugar, se tornando no single número um do Natal de 2013 no país. No dia 22, a Official Charts Company (OCC) publicou que "Skyscraper" também foi o single número um do Natal no Reino Unido, onde a música vendeu na sua primeira semana 148.853 cópias que foram doadas às fundações Great Ormond Street Hospital e Together for Short Lives. No dia 27 do mesmo mês, "Skyscraper" foi certificada como disco de prata pela British Phonographic Industry (BPI).

#### Posições
| Tabela (2013)                              | Melhor posição |
| ------------------------------------------ | -------------- |
| Escócia (Official Charts Company)          | 1              |
| Irlanda (Irish Recorded Music Association) | 1              |
| Reino Unido (Official Charts Company)      | 1              |
| União Europeia (Euro Digital Songs)        | 1              |

#### Certificações
| País                                        | Certificação |
| ------------------------------------------- | ------------ |
| Reino Unido (British Phonographic Industry) | Prata        |

### Vídeo musical
Em 20 de dezembro de 2013, o vídeo oficial de "Skyscraper" foi lançado. Dirigida por Claudia Wass, a gravação é uma montagem em preto e branco da passagem de Bailey pelo The X Factor, desde sua primeira audição até a vitória na final da competição.

### Listas de faixas
| Download digital |              |         |  |
| N.º              | Título       | Duração |  |
| 1.               | "Skyscraper" | 3:40    |  |

| CD single |                                                                   |         |  |
| N.º       | Título                                                            | Duração |  |
| 1.        | "Skyscraper"                                                      | 3:40    |  |
| 2.        | "The Power of Love" (apresentação do The X Factor)                | 2:27    |  |
| 3.        | "Make You Feel My Love" (apresentação do The X Factor)            | 2:15    |  |
| 4.        | "No More Tears (Enough Is Enough)" (apresentação do The X Factor) | 2:26    |  |

### Histórico de lançamento
| País        | Data                   | Formato          | Gravadora |
| ----------- | ---------------------- | ---------------- | --------- |
| Brasil      | 15 de dezembro de 2013 | Download digital | Syco      |
| Moçambique  | 15 de dezembro de 2013 | Download digital | Syco      |
| Portugal    | 15 de dezembro de 2013 | Download digital | Syco      |
| Reino Unido | 15 de dezembro de 2013 | Download digital | Syco      |
| Irlanda     | 16 de dezembro de 2013 | Download digital | Syco      |
| Reino Unido | 18 de dezembro de 2013 | CD single        | Syco      |